# Кестнер, Виктор
Виктор Кестнер (нем. Viktor Kästner; 30 декабря 1826, Керц, — 29 августа 1857, Сибиу) — немецкий поэт.

## Биография
Виктор Кестнер родился 30 декабря 1826 года в Керце в семье пастора Даниэля Кестнера (1790—1867) и Жозефины Елизаветы, урождённой Генрих (1801—1872).
Детство и юность Кестнер провел в викарии в Керце. С 1845 по 1847 год учился на юридическом факультете Сибиу.
Одним из самых популярных и известных его стихотворений является сказка «Vum bisen Hanz».
Трансильванско-саксонские стихи Кестнера, заказанные его отцом, были впервые опубликованы в 1862 году Штайнхойсером в Сибиу. Новое издание с подробным предисловием было представлено в 1895 году Адольфом Шуллерусом, «переиздание» которого было опубликовано в 1926 году В. Краффтом в Сибиу.